# Robert Jentzsch

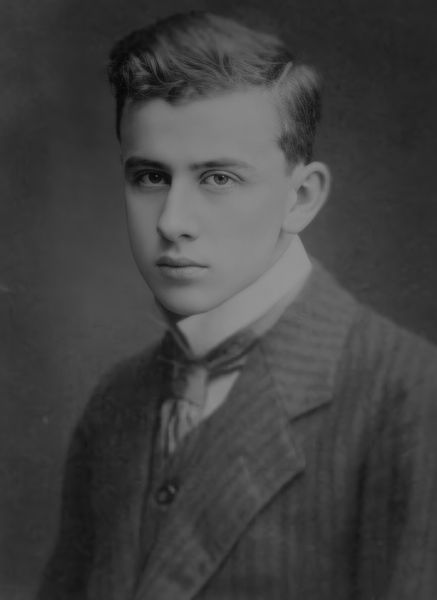
Photographie von Robert Jentzsch (um 1909/10)

Robert Georg Adolf Alfred Jentzsch (* 4. November 1890 in Königsberg; † 21. März 1918 in der Schlacht von Cambrai) war ein deutscher Mathematiker und Dichter.

## Leben und Wirken
Jentzsch wurde 1890 als jüngstes von vier Kindern in Königsberg geboren. Sein Vater, Alfred Jentzsch, war ein Professor für Geologie in Königsberg und später in Berlin, seine Mutter war Clara Falkson (1858–1929), Tochter eines jüdischen Arztes. Er war der Bruder des Physikers Felix Jentzsch.
Der junge Jentzsch absolvierte in Berlin das Prinz-Heinrich-Gymnasium. Mit der Hochschulreife in der Tasche zog Jentzsch nach Jena, um dort Mathematik zu studieren. Er blieb aber nur ein Semester in Jena und zog zurück nach Berlin. 1908 schrieb er sich an der damaligen Friedrich-Wilhelm-Universität zu Berlin als Mathematikstudent ein. Zwischen 1911 und 1912 studierte er ein Jahr in München, um wieder nach Berlin zurückzukehren. Dort wurde er 1914 von Ferdinand Georg Frobenius zum Thema Untersuchungen zur Theorie der Folgen analytischer Funktionen promoviert und erhielt die Auszeichnung „summa cum laude“.
Frobenius war so beeindruckt von ihm, dass er ihn vor seiner Habilitation als Kandidaten für eine außerordentliche Professur vorschlug, die dann aber Issai Schur erhielt. Jentzsch hörte Vorlesungen bei den Professoren Max Planck, Issai Schur, Hermann Amandus Schwarz, Friedrich Schottky und Edmund Landau.
Gleich nach der Promotion wurde Jentzsch eingezogen und relativ rasch zum Leutnant der Reserve befördert. Im Dezember 1916 habilitierte er sich und wurde Privatdozent in Berlin, kam jedoch aufgrund des Kriegsdienstes in Frankreich lediglich im Sommersemester 1917 dazu, Vorlesungen zu geben. Auch während seiner Zeit an der Front setzte er seine mathematischen Arbeiten fort, da er von seiner Bekannten Erika Schnell (1890–1970), die ebenfalls Mathematik studierte und später Mathematiklehrerin in München und Berlin-Pankow war, mit Literatur versorgt wurde. Im Feld korrespondierte er mit George Pólya über mathematische Themen.
Neben seiner Mathematikerlaufbahn widmete sich Robert Jentzsch auch noch einer anderen Beschäftigung – der Lyrik. Er war Mitglied in der expressionistischen Berliner Dichtervereinigung Der Neue Club, an der auch der bekannte Dichter und enge Freund von ihm, Georg Heym, partizipierte. Heyms tragischer Tod beim Eislaufen im Januar 1912 traf Jentzsch schwer, er fing an Drogen zu nehmen. Für die Herausgabe dessen lyrischen Nachlasses spielte er eine wichtige Rolle. Er distanzierte sich vom „Neuen Club“, schrieb aber auch – unter dem Einfluss von August Derleth und Stefan George – weiterhin neben seinen mathematischen Studien Gedichte, die ab 1912 vor allem romantisch geprägt waren. Sein literarischer Nachlass ist teilweise über die Korrespondenz mit Erika Schnell erhalten und befindet sich im Archiv der Akademie der Künste in Berlin und im Deutschen Literaturarchiv in Marbach.
Robert Jentzsch war zuletzt Bataillonsführer einer Armee-Fernsprechabteilung und fiel am 21. März 1918 im Alter von 27 Jahren durch eine Kettenbombe, einem Projektil, bei dem mehrere Bomben durch Ketten miteinander verbunden sind, in der Schlacht von Cambrai am Kanal von Sankt Quentin im Rahmen der gerade beginnenden deutschen Frühjahrsoffensive. Er war Träger des Eisernen Kreuzes 2. und 1. Klasse. Beerdigt wurde er auf dem deutschen Soldatenfriedhof Thiescourt.
In seiner Dissertation beschäftigte sich Jentzsch mit Potenzreihen. Er bewies insbesondere, dass für Potenzreihen mit positivem Konvergenzradius R jeder Punkt auf dem Rand des Konvergenzgebiets (Kreis mit Radius R) Häufungspunkt der Nullstellen der Partialsummen der Potenzreihe ist. Das verallgemeinert die Situation bei der Potenzreihe {\displaystyle 1+z+z^{2}+z^{3}+z^{4}+...}, bei der jeder Punkt auf dem Kreis mit Radius R=1 in der komplexen Zahlenebene Häufungspunkt der Nullstellen der entsprechenden Partialsummen (der n-ten Einheitswurzeln) ist.

## Schriften
- Robert Jentzsch: Untersuchungen zur Theorie der Folgen analytischer Funktionen, Acta Mathematica, Bd. 41, 1917, S. 219–251, S. 253–270